# La Celle (Allier)
Pour les articles homonymes, voir La Celle.
La Celle est une commune française, située dans le département de l'Allier en région Auvergne-Rhône-Alpes.

## Géographie

### Localisation
Ses communes limitrophes sont :
| Commentry                    | Colombier               |                                       |
| Durdat-Larequille            | La Celle                | Lapeyrouse (Puy-de-Dôme)              |
| Ars-les-Favets (Puy-de-Dôme) | Montaigut (Puy-de-Dôme) | Buxières-sous-Montaigut (Puy-de-Dôme) |

### Climat
Pour des articles plus généraux, voir Climat d'Auvergne-Rhône-Alpes et Climat de l'Allier.
En 2010, le climat de la commune est de type climat océanique dégradé des plaines du Centre et du Nord, selon une étude du CNRS s'appuyant sur une série de données couvrant la période 1971-2000. En 2020, Météo-France publie une typologie des climats de la France métropolitaine dans laquelle la commune est exposée à un climat de montagne ou de marges de montagne et est dans la région climatique Ouest et nord-ouest du Massif Central, caractérisée par une pluviométrie annuelle de 900 à 1 500 mm, maximale en automne et en hiver.
Pour la période 1971-2000, la température annuelle moyenne est de 10,1 °C, avec une amplitude thermique annuelle de 15,3 °C. Le cumul annuel moyen de précipitations est de 856 mm, avec 11,3 jours de précipitations en janvier et 7,5 jours en juillet. Pour la période 1991-2020, la température moyenne annuelle observée sur la station météorologique de Météo-France la plus proche, sur la commune de Durdat-Larequille à 7 km à vol d'oiseau, est de 11,0 °C et le cumul annuel moyen de précipitations est de 879,1 mm,. Pour l'avenir, les paramètres climatiques de la commune estimés pour 2050 selon différents scénarios d'émission de gaz à effet de serre sont consultables sur un site dédié publié par Météo-France en novembre 2022.

## Urbanisme

### Typologie
Au 1er janvier 2024, La Celle est catégorisée commune rurale à habitat très dispersé, selon la nouvelle grille communale de densité à 7 niveaux définie par l'Insee en 2022.
Elle est située hors unité urbaine et hors attraction des villes,.

### Occupation des sols

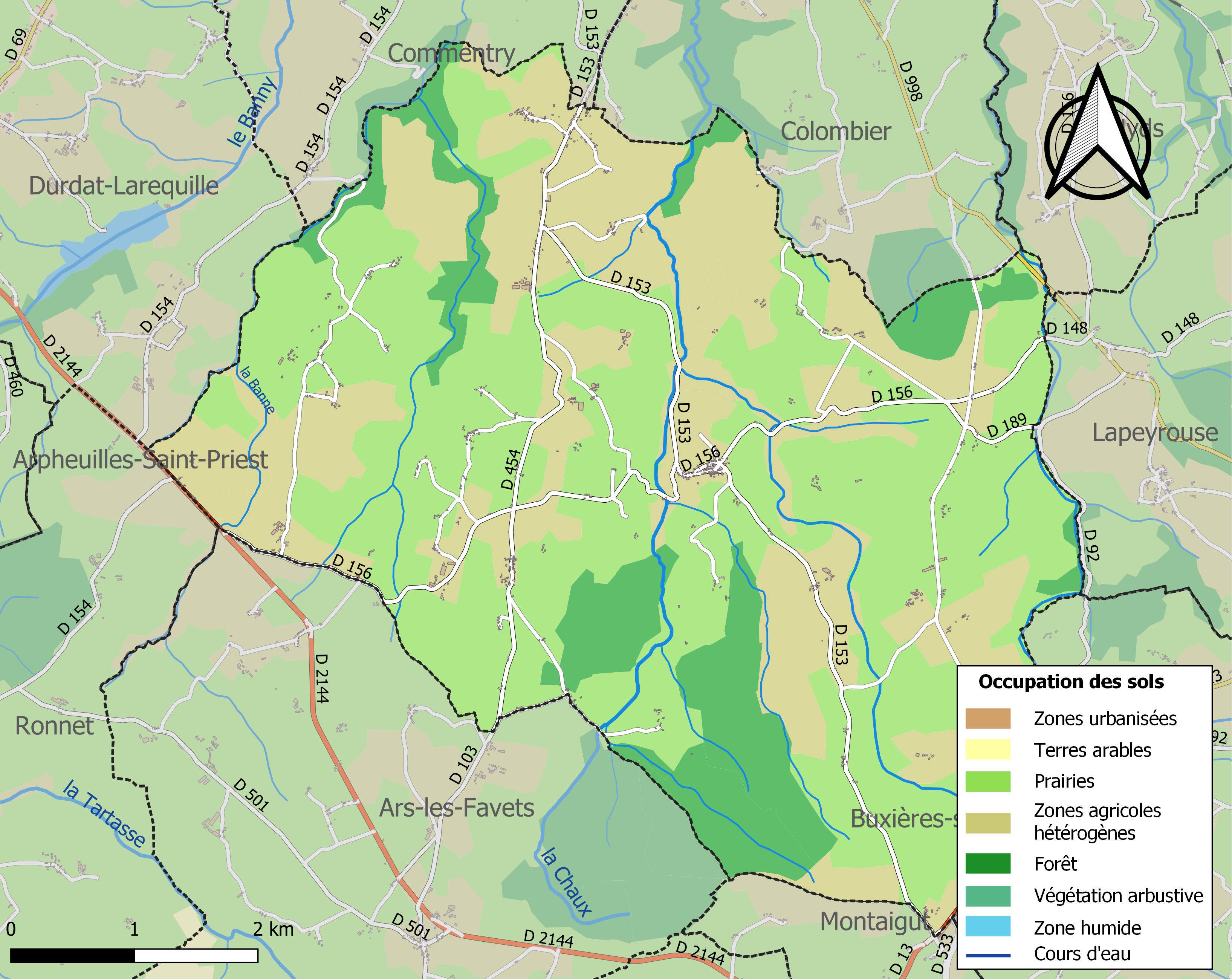
Carte des infrastructures et de l'occupation des sols de la commune en 2018 (CLC).

L'occupation des sols de la commune, telle qu'elle ressort de la base de données européenne d’occupation biophysique des sols Corine Land Cover (CLC), est marquée par l'importance des territoires agricoles (86,9 % en 2018), une proportion sensiblement équivalente à celle de 1990 (87,7 %). La répartition détaillée en 2018 est la suivante : 
prairies (51,7 %), zones agricoles hétérogènes (35,2 %), forêts (13,1 %).
L'IGN met par ailleurs à disposition un outil en ligne permettant de comparer l’évolution dans le temps de l’occupation des sols de la commune (ou de territoires à des échelles différentes). Plusieurs époques sont accessibles sous forme de cartes ou photos aériennes : la carte de Cassini (XVIIIe siècle), la carte d'état-major (1820-1866) et la période actuelle (1950 à aujourd'hui).

## Toponymie
La Celle fait partie de l'aire linguistique du Croissant où occitan et langue d'oïl se mélangent. Dans le parler marchois local le village est nommé « La Céle ».

## Histoire
La Celle hériterait son nom de l'ermite Patroclus (496-576), ex-diacre de Bourges et fondateur d'un monastère, qui se serait enfoncé dans les solitudes forestières pour y construire une cellule ou celle. Le lieu est alors appelé Mediocantus. Le récit de la vie de Patroclus peut être trouvé au 9e livre de la Vie des Pères de Grégoire de Tours, composé une dizaine d'années après la mort du saint à partir d'une relation écrite.

## Politique et administration

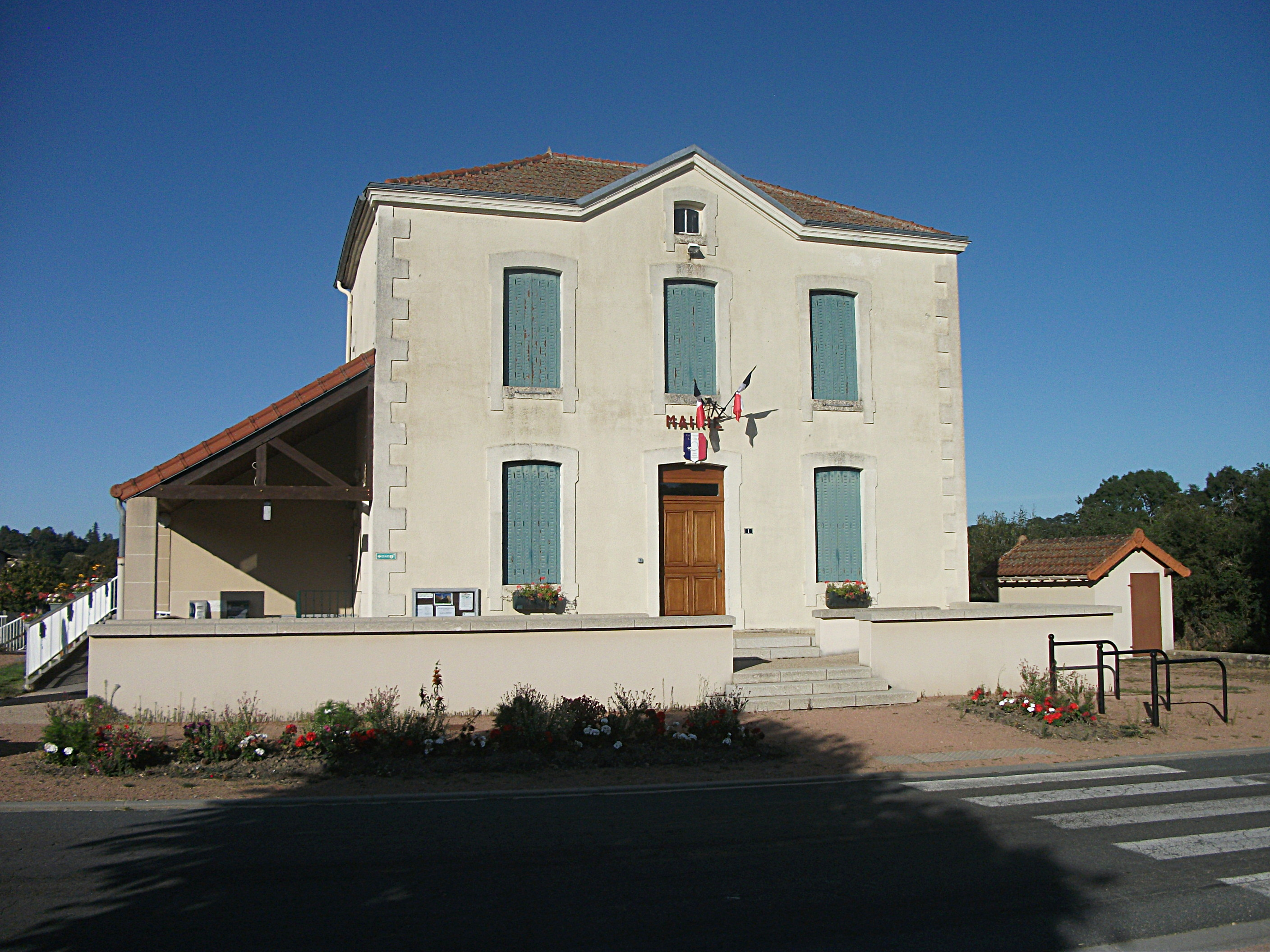
La mairie.

La maire sortante, Élise Boulon, a été réélue au premier tour des élections municipales de 2020. Le conseil municipal, réuni en mai, a désigné trois adjoints.
| Période                                  | Période                    | Identité           | Étiquette | Qualité                         |
| ---------------------------------------- | -------------------------- | ------------------ | --------- | ------------------------------- |
| Les données manquantes sont à compléter. |                            |                    |           |                                 |
| mars 2001                                | mars 2008                  | Gabriel Bridonneau |           |                                 |
| mars 2008                                | mars 2014                  | Georges Conchon    |           |                                 |
| mars 2014                                | En cours (au 11 juin 2020) | Élise Boulon       |           | Agricultrice Réélue en mai 2020 |

## Population et société

### Démographie
L'évolution du nombre d'habitants est connue à travers les recensements de la population effectués dans la commune depuis 1793. Pour les communes de moins de 10 000 habitants, une enquête de recensement portant sur toute la population est réalisée tous les cinq ans, les populations de référence des années intermédiaires étant quant à elles estimées par interpolation ou extrapolation. Pour la commune, le premier recensement exhaustif entrant dans le cadre du nouveau dispositif a été réalisé en 2007.

En 2022, la commune comptait 400 habitants, en évolution de −3,38 % par rapport à 2016 (Allier : −1,38 %, France hors Mayotte : +2,11 %).
| 1793 | 1800 | 1806 | 1821 | 1831  | 1836  | 1841  | 1846  | 1851  |
| ---- | ---- | ---- | ---- | ----- | ----- | ----- | ----- | ----- |
| 880  | 569  | 881  | 912  | 1 011 | 1 080 | 1 088 | 1 207 | 1 245 |

| 1856  | 1861  | 1866  | 1872  | 1876  | 1881  | 1886  | 1891  | 1896  |
| ----- | ----- | ----- | ----- | ----- | ----- | ----- | ----- | ----- |
| 1 292 | 1 288 | 1 316 | 1 377 | 1 357 | 1 394 | 1 456 | 1 392 | 1 385 |

| 1901  | 1906  | 1911  | 1921 | 1926 | 1931 | 1936 | 1946 | 1954 |
| ----- | ----- | ----- | ---- | ---- | ---- | ---- | ---- | ---- |
| 1 248 | 1 216 | 1 218 | 967  | 914  | 826  | 777  | 691  | 696  |

| 1962 | 1968 | 1975 | 1982 | 1990 | 1999 | 2006 | 2007 | 2012 |
| ---- | ---- | ---- | ---- | ---- | ---- | ---- | ---- | ---- |
| 608  | 507  | 450  | 436  | 405  | 407  | 413  | 414  | 422  |

| 2017 | 2022 | - | - | - | - | - | - | - |
| ---- | ---- | - | - | - | - | - | - | - |
| 413  | 400  | - | - | - | - | - | - | - |

## Culture locale et patrimoine

### Lieux et monuments
- Église Saint-Patrocle des XIe et XIIe siècles.

### Personnalités liées à la commune
- Saint Patrocle, mort en 576, qui vécut en ermite à cet endroit.
- Hippolyte Aucouturier (né le 17 octobre 1876 à La Celle et mort le 22 avril 1944 à Paris), coureur cycliste.